# Vítor de Lerbo
Vítor de Lerbo (São Bernardo do Campo, 7 de maio de 1988) é um escritor, poeta, ghostwriter e historiador brasileiro. Trabalhou como produtor de rádio, redator, roteirista e professor. Em 2023, foi vencedor do Prêmio Aberst de Literatura, na categoria Narrativa Curta Século 21 – Prêmio Aberst Maria Firmina dos Reis, com o conto A Maldição do Conhecimento. Em 2020, foi finalista da mesma premiação, na categoria Narrativa Curta de Suspense (thriller) – Prêmio Aberst Stella Carr, com o conto Sobre Mulas e Cabeças. Na área de História, publicou o livro Invasão do Horizonte - O impacto dos relatos coloniais de viagem no imaginário europeu, baseado em pesquisas sobre crônicas de viajantes europeus ao Brasil do século XVI.
1. ↑  ABERST – Associação Brasileira de Escritores de Romance Policial, Suspense e Terror, consultado em 15/01/2025
2. ↑  Luva Editora, consultado em 15/01/2025
3. ↑  Prêmio ABERST 2020 divulga lista de HQs, livros e contos de terror finalistas, consultado em 15/01/2025